# Französische Kirche (Bern)

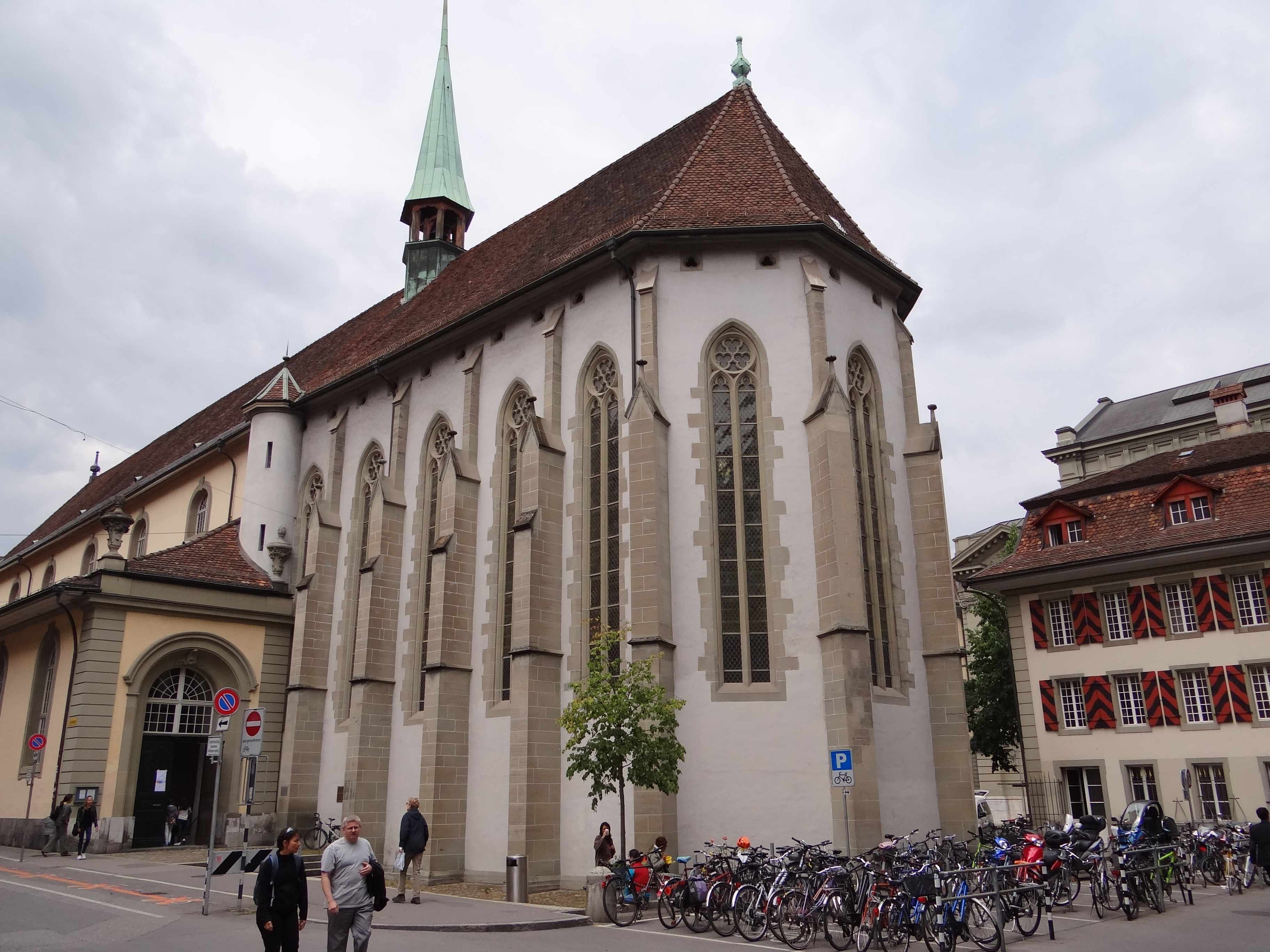
Die Französische Kirche (2013)

Die Französische Kirche (französisch Église Française) ist ein reformiertes Kirchengebäude an der Zeughausgasse 8 / Predigergasse in Bern.

## Geschichte

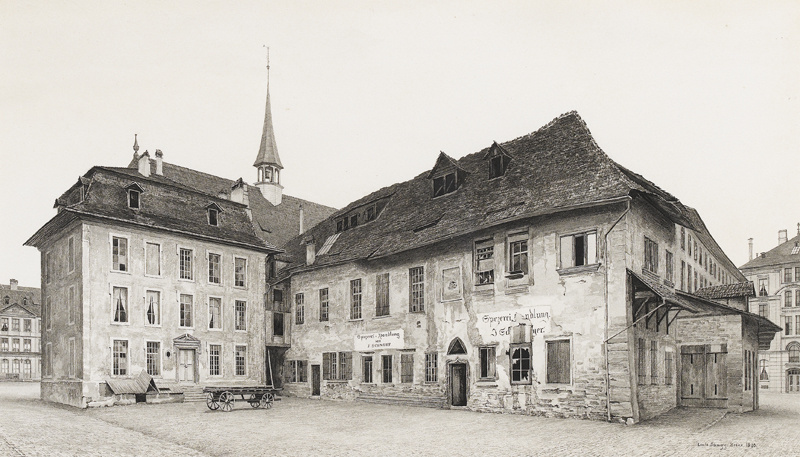
Das ehemalige Predigerkloster (1898)

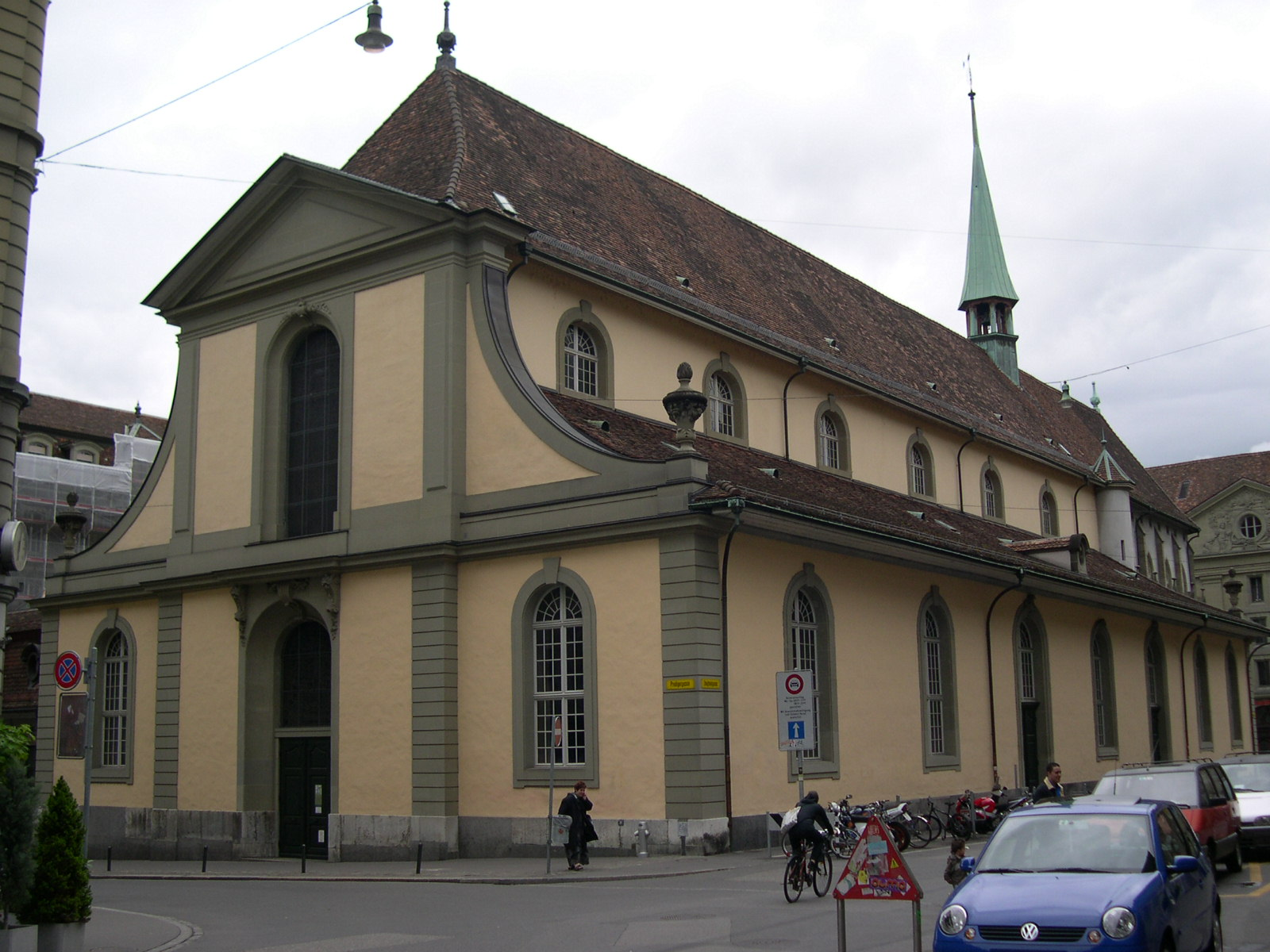
Westfront zur Predigergasse (links), 2005

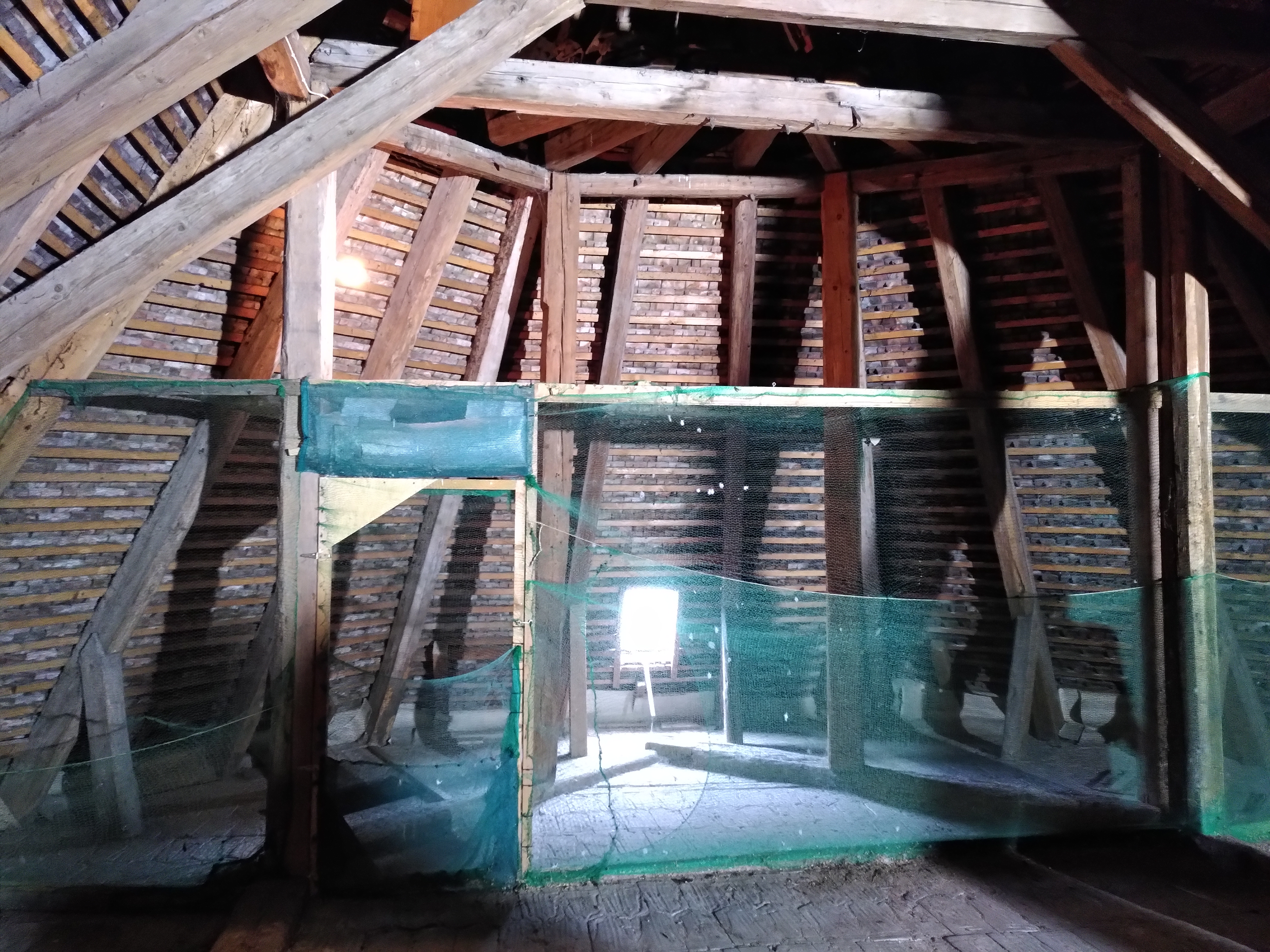
Der Dachstuhl über dem Chor wird auf das Jahr 1279 datiert (2022)

Die ehemalige Klosterkirche wurde in den letzten beiden Jahrzehnten des 13. Jahrhunderts von den seit 1269 in Bern ansässigen Dominikanern errichtet (diese wurden auch Prediger genannt – daher der alte Name Predigerkirche) und stand ursprünglich unter dem Patrozinium von Peter und Paul. Der zugleich mit der Kirche erbaute Lettner wurde 1495 mit Malereien aus dem Umkreis der Berner Nelkenmeister versehen. Nach der Einführung der Reformation wurden der Chor und das Altarhaus 1534 in ein Kornhaus umgewandelt. Der Chorraum wurde mit einer Mauer auf dem Lettner abgetrennt und auf der Lettnerempore wurde eine Orgel gebaut. 1753 erhielt die Kirche eine barocke Westfront. 1909–1912 wurde durch Architekt Karl Indermühle der Chor restauriert und gleichzeitig nordseitig in neubarockem Stil eine Sakristei angebaut. Zwischen dem Chor und dem durch die Lettnerwand abgetrennten Langhaus befindet sich ein Quergang mit den Zugängen zu den beiden Kirchenräumen.
Auf der südlichen Abschlussmauer des Klosters befanden sich die vor 1520 entstandenen und 1660 beim Abbruch der Mauer zerstörten Fresken von Niklaus Manuels Totentanz.
Seit 1623 wurden in der ehemaligen Dominikanerkirche Gottesdienste in französischer Sprache gehalten, und nach der Aufhebung des Edikt von Nantes im Jahre 1685 wurde die Kirche zu einem Zentrum der hugenottischen Exulanten. Daher und von der Tatsache, dass das Kirchengebäude immer noch der französischsprachigen reformierten Kirchgemeinde dient, stammt der heutige Name.
Von 1849 bis 1864 wurden im nicht mehr genutzten Chor die im "Bernischen Kunstmuseum" vereinigten Sammlungen der Bernischen Kunstgesellschaft und des Staates Bern  öffentlich zugänglich untergebracht.
Die Kirche wird häufig von den Berner Chören zur Aufführung grosser Werke gewählt. Regelmässig finden Konzerte auf der 1991 neuerbauten Goll-Orgel statt.

## Orgel

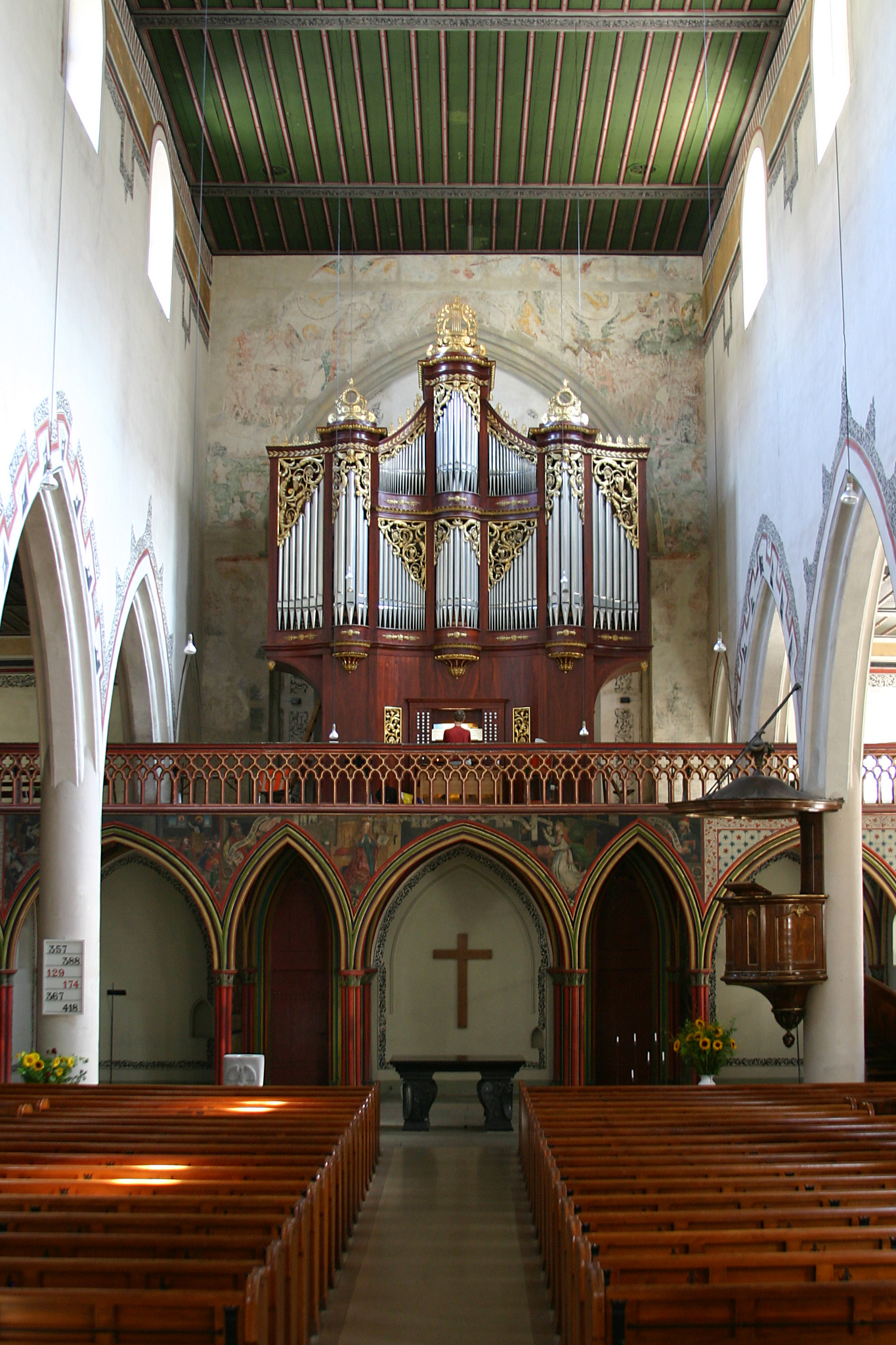
Innenansicht mit Orgelprospekt (2006)

Die Orgel wurde 1991 von dem Orgelbauer Goll in einem vorhandenen historischen Gehäuse errichtet, welches 1828 von Franz Josef Remigius Bossart geschaffen worden war. Das Schleifladen-Instrument hat 66 Register auf vier Manualwerken und Pedalwerk. Die Spiel- und Registertrakturen sind mechanisch. Die Register sind mit Schleifenzugmagneten für 128-fache elektronische Setzeranlage ausgestattet.
| I Grand Orgue C–a3 |                 |        |
| 1.                 | Bourdon         | 16′    |
| 2.                 | Montre          | 8′     |
| 3.                 | Flûte           | 8′     |
| 4.                 | Bourdon         | 8′     |
| 5.                 | Gros Nasard     | 5 1⁄3′ |
| 6.                 | Prestant        | 4′     |
| 7.                 | Flûte           | 4′     |
| 8.                 | Grosse Tierce   | 3 1⁄5′ |
| 9.                 | Doublette       | 2′     |
| 10.                | Fourniture IV–V | 1 ⁄3′  |
| 11.                | Cymbale III–IV  | 2⁄3′   |
| 12.                | Cornet V        | 8′     |
| 13.                | Bombarde        | 16′    |
| 14.                | Trompette       | 8′     |

| II Positif C–a3 |                  |        |
| 15.             | Principal        | 8′     |
| 16.             | Suavial          | 8′     |
| 17.             | Flûte à fuseau   | 8′     |
| 18.             | Salicional       | 8′     |
| 19.             | Prestant         | 4′     |
| 20.             | Flûte à cheminée | 4′     |
| 21.             | Nasard           | 2 ⁄3′  |
| 22.             | Doublette        | 2′     |
| 23.             | Quarte de Nasard | 2′     |
| 24.             | Tierce           | 1 3⁄5′ |
| 25.             | Larigot          | 1 ⁄3′  |
| 26.             | Petite Doublette | 1′     |
| 27.             | Fourniture IV–V  | 1 ⁄3′  |
| 28.             | Cromorne         | 8′     |
| 29.             | Trompette        | 8′     |
| 30.             | Clairon          | 4′     |
|                 | Tremblant        |        |

| III Récit expressif C–a3 |                      |        |
| 31.                      | Quintaton            | 16′    |
| 32.                      | Diapason             | 8′     |
| 33.                      | Flûte harmonique     | 8′     |
| 34.                      | Bourdon              | 8′     |
| 35.                      | Gambe                | 8′     |
| 36.                      | Voix céleste         | 8′     |
| 37.                      | Prestant             | 4′     |
| 38.                      | Flûte octaviante     | 4′     |
| 39.                      | Nasard               | 2 ⁄3′  |
| 40.                      | Octavin              | 2′     |
| 41.                      | Tierce               | 1 3⁄5′ |
| 42.                      | Plein jeu V          | 2′     |
| 43.                      | Basson               | 16′    |
| 44.                      | Hautbois             | 8′     |
| 45.                      | Trompette harmonique | 8′     |
| 46.                      | Clairon              | 4′     |

| IV Echo expressif C–a3 |                |        |
| 47.                    | Bourdon        | 8′     |
| 48.                    | Flûte conique  | 4′     |
| 49.                    | Cor de chamois | 2′     |
| 50.                    | Tierce         | 1 3⁄5′ |
| 51.                    | Petit Quinte   | 1 ⁄3′  |
| 52.                    | Sifflet        | 1′     |
| 53.                    | Voix humaine   | 8′     |
|                        | Tremblant      |        |

| Pédale C–g1 |                 |       |
| 54.         | Flûte           | 32′   |
| 55.         | Principal       | 16′   |
| 56.         | Soubasse        | 16′   |
| 57.         | Principal       | 8′    |
| 58.         | Flûte           | 8′    |
| 59.         | Octave          | 4′    |
| 60.         | Flûte           | 4′    |
| 61.         | Fourniture IV–V | 2 ⁄3′ |
| 62.         | Contre-Bombarde | 32′   |
| 63.         | Bombarde        | 16′   |
| 64.         | Trompette       | 8′    |
| 65.         | Clairon         | 4′    |
| 66.         | Regale          | 4′    |

- Koppeln: II/I, III/I, III/II, I/P, II/P, III/P